# Episodi di Chucky (terza stagione)
La terza stagione della serie televisiva Chucky, composta da 8 episodi, è stata distribuita negli Stati Uniti da Syfy e USA Network. La stagione è divisa in due parti: la prima parte è uscita dal 4 ottobre 2023, mentre la seconda parte è uscita il 10 aprile 2024.
In Italia, la serie è andata in onda su Italia 1 a partire dal 30 settembre 2024, dopo l'una di notte.
| n.            | Titolo originale     | Titolo italiano          | Prima TV USA    | Prima TV Italia   |
| Prima parte   | Prima parte          | Prima parte              | Prima parte     | Prima parte       |
| ------------- | -------------------- | ------------------------ | --------------- | ----------------- |
| 1             | Murder at 1600       | Delitto alla Casa Bianca | 4 ottobre 2023  | 30 settembre 2024 |
| 2             | Let the Right One In | Lasciami entrare         | 11 ottobre 2023 | 7 ottobre 2024    |
| 3             | Jennifer's Body      | Il corpo di Jennifer     | 18 ottobre 2023 | 14 ottobre 2024   |
| 4             | Dressed to Kill      | Vestito per uccidere     | 25 ottobre 2023 | 21 ottobre 2024   |
| Seconda parte |                      |                          |                 |                   |
| 1             | Death Becomes Her    | La morte ti fa bella     | 10 aprile 2024  | 28 ottobre 2024   |
| 2             | Panic Room           | Panic Room               | 17 aprile 2024  | 4 novembre 2024   |
| 3             | There Will Be Blood  | Scorrerà il sangue       | 24 aprile 2024  | 11 novembre 2024  |
| 4             | Final Destination    | Final Destination        | 1º maggio 2024  | 25 novembre 2024  |

## Delitto alla Casa Bianca
- Diretto da: Jeff Renfroe
- Scritto da: Don Mancini e Nick Zigler

Ottobre 2023. Circa nove mesi dopo la fine della scorsa stagione, alla Casa Bianca si verifica un blackout e i Servizi Segreti degli Stati Uniti porta il presidente James Collins, la first lady Charlotte e i loro figli Grant e Henry in un bunker sotterraneo per sicurezza. Il giorno dopo, durante una conferenza, l'addetta stampa Melanie spiega che il guasto della corrente è stato solo un inconveniente. Mentre Melanie, il vicepresidente Spencer Rhodes e il presidente Collins discutono del guasto nello Studio Ovale, quest'ultimo mostra a loro Joseph, il bambolotto Tipo Bello di Henry che in realtà è Chucky, che suo figlio ha insistito che porti con sé il bambolotto a lavoro. Collins trova strano il nome del Tipo Bello poiché è lo stesso nome del suo figlio più piccolo morto l'inverno precedente dopo una diagnosi di cancro terminale. Quando Henry torna a casa da scuola, chiede alla sua scorta di sicurezza Teddy di prendere Joseph. Teddy trova Chucky nella cameretta di Henry ma quando lo prende, trova un tagliacarte nascosto nella salopette, poi Chucky ruba la sua pistola e gli spara sotto il mento. La morte di Teddy viene archiviata come possibile suicidio, tuttavia lo trovano strano dato che Teddy aveva programmato una crociera con la sua famiglia. Intanto miss Rachel Fairchild diventa la tutrice legale e madre adottiva di Jake, Devon e Lexy. Quest'ultimi usano i social per diffondere la storia di Charles Lee Ray, un aiuto per trovare Caroline e per comprare un Tipo Bello. Più tardi, di notte, Chucky manda loro un messaggio e li schernisce dicendo che la sua nuova residenza ha politiche severe contro i visitatori. La mattina dopo, Jake, Devon e Lexy, discutono che il numero da cui ha chiamato Chucky lo usa la C.I.A. o qualcosa di simile ai servizi segreti, ma quando poi guardano le notizie sul funerale di Teddy in TV, vedono Henry che tiene in braccio Chucky. Elaborano quindi un piano per recarsi alla Casa Bianca per ucciderlo una volta per tutte.
- Curiosità: 
  - L'episodio è un riferimento al film Murder at 1600 - Delitto alla Casa Bianca

## Lasciami entrare
- Diretto da: John Hyams
- Scritto da: Catherine Schetina, Amanda Blanchard, Alex Delyle e Rachael Paradis

Durante la notte Henry che ora condivide la stanza con il fratello maggiore discutono sulla morte di Teddy.
Durante la colazione, Henry dice che "Joseph" vuole andare un'altra volta allo Studio Ovale. Il presidente Collins accetta di lasciare che il bambolotto venga con lui ancora una volta. Nello Studio Ovale, il presidente Collins e il vicepresidente Rhodes incontrano Warren Pryce, un agente governativo che sta indagando sulla natura sospetta della morte di Teddy, e il presidente Collins nota che il tagliacarte del presidente Roosevelt è sparito. Alla sera dopo che i tre se ne sono andati, Samantha, la segretaria della Casa Bianca entra e vede Chucky sul pavimento. Quando lei lo va a prendere, Chucky le taglia la gola con il tagliacarte. Pryce torna allo Studio Ovale e trova il cadavere di Samantha. Convoca Charlotte costringendola ad aiutarlo a nascondere l'incidente per il bene dell'amministrazione del presidente Collins e per difendere la reputazione della Casa Bianca, e chiama due agenti fidati per sbarazzarsi del corpo. Mentre Jake, Devon e Lexy hanno convinto miss Fairchild ad andare a Washington e tentano di ottenere l'accesso alla Casa Bianca, Lexy si contatta con Grant su TikTok e il giorno dopo lui li invita alla festa annuale di Halloween della Casa Bianca. Charlotte accetta con riluttanza di incontrare miss Fairchild alla Casa Bianca, ma quando Pryce convoca Charlotte, Chucky uccide miss Fairchild soffocandola con una bandiera degli Stati Uniti e le ruba il cellulare e dice a sé stesso che mancano tre persone da fare fuori. Chucky chiama Pryce e Charlotte e li informa del cadavere che aveva ucciso, quest'ultima spaventata, vuole chiamare la polizia. Ma Pryce annuncia che continuerà a nascondere ogni prova e ricatta Charlotte riguardo alla relazione extraconiugale del presidente Collins e la informa che la morte della segreteria è stata opera di un serial killer esperto e pazzamente intelligente. Jake, Devon e Lexy mentre stanno organizzando un piano difensivo alla festa di Halloween, ricevono conferma da parte di Grant l'invito alla Casa Bianca, poco dopo Chucky li chiamata con il cellulare di miss Fairchild e li informa che l'ha uccisa e che qualcuno "lo copre" sbrazzandosi dei cadaveri che uccide e sottolinea che li sta aspettando.

## Il corpo di Jennifer
- Diretto da: John Hyams
- Scritto da: Catherine Schetina, Amanda Blanchard, Alex Delyle e Rachael Paradis

16 gennaio 2023. Subito dopo la fine della scorsa stagione, un raid della polizia interrompe Chucky mentre tentava di uccidere Tiffany, e quest'ultima viene arrestata per l'omicidio dell'ex sindaca Cross. Caroline e Chucky fuggono via, prendendo il libro del voodoo di Tiffany. Nica, che stava tenendo d'occhio Tiffany, tenta di inseguirli ma scappano attraverso la metropolitana e salgono su un taxi dove pianificano sulle persone da uccidere. Il tassista, frustrato dalle parole strane del bambolotto, ordina a Caroline di scendere, ma Chucky prende un mini ombrello e lo uccide ficcandoglielo a forza in gola per poi aprirlo. Dopo che Chucky sogna di pugnalare a morte Andy, scopre che la sua forma di bambolotto sta iniziando a invecchiare e così tenta di trasferire l'anima nel corpo di Caroline mentre era addormentata, ma il rito non va come previsto. Caroline, accortasi del voodoo di Chucky, gli spiega che quello che sta facendo non può funzionare e aggiunge di aver letto tutto il libro voodoo e che deve farsi visitare da un medico esperto del campo. Caroline e Chucky vanno dal dottor Rosen, e a Chucky, dopo aver raccontato che gli è stato seguito un esorcismo alla Catholic School of Incarnate Lord, gli viene comunicato che Damballa lo ha abbandonato. Per riconquistare la fede di Damballa e consentirgli di continuare a vivere, deve sacrificare sei persone che si trovano in un luogo "maledetto". Chucky uccide accoltellando otto persone al 112 di Ocean Avenue, Amityville, ma il rituale fallisce, quindi dopo qualche indagine sceglie la Casa Bianca come sua prossima destinazione, dato che per via delle decisioni prese, lì è la causa di milioni di morti. Chucky, con l'aiuto di Caroline dopo aver truccato le sue rughe per presentarsi da Henry, saluta Caroline promettendole che ucciderà la maestra Sherman, l'insegnante che Caroline odiava in prima elementare. Chucky si presenta sulla tomba di Joseph mentre i Collins sono in lutto e Henry lo tiene. Durante lo scorrere di questi eventi, negli ultimi sette mesi si era svolto il processo di Tiffany dove Nica, Jake, Devon e Lexy testimoniano tutti contro di lei. La corte dichiara Jennifer Tilly colpevole degli innumerevoli omicidi tra cui anche quelli di Chucky e la condanna a morte tramite iniezione letale. Tiffany urla disperatamente al suo avvocato di cercare il suo libro voodoo. Nica, contenta della condanna a morte, riferisce a Tiffany che è in contatto con GG e che sta bene.
- Curiosità
  - Quando Chucky sogna di uccidere Andy, quando lo ha legato al letto ai polsi e caviglie è un riferimento al secondo film, dove Chucky lo aveva legato in quel modo per tentare di trasferire l'anima nel suo corpo.

## Vestito per uccidere
- Diretto da: Jeff Renfroe
- Scritto da: Rachael Paradis e Don Mancini

Dopo gli eventi del secondo episodio, il notiziario informa che la festa annuale di Halloween alla Casa Bianca sarà in onore di Joseph, il figlio deceduto della famiglia del presidente dato che Halloween era la sua festa preferita.
Nonostante le obiezioni di Charlotte, Pryce la convince a organizzare la festa di Halloween per placare il presidente Collins e la popolazione e che durante l'evento gli invitati verranno sottoposti alla perquisizione. Charlotte assume la tata Annie Gilpin per sorvegliare Henry durante la festa mentre Chucky, vestito da Fantasma dell'Opera per nascondere il suo invecchiamento, pianifica l'arrivo di Jake, Devon e Lexy, con l'intenzione di ucciderli come suoi ultimi tre sacrifici a Damballa. I tre arrivano alla Casa Bianca, vestiti da outfit da Tipo Bello, ma tuttavia sono costretti a consegnare le presunte armi alle guardie, e devono trovare un altro piano per dimostrare la colpevolezza di Chucky e cercare qualche arma per sottometterlo.
Grant presenta il trio ai genitori, e poi li porta nelle sue stanze dove Lexy e Grant si baciano nella stanza di quest'ultimo mentre Devon e Jake vanno alla ricerca di Chucky nella camera di Henry ma non lo trovano. Mentre il presidente Collins vede quello che sembra essere lo spirito di suo figlio Joseph, Henry scende alla festa con Chucky. Lexy, Jake e Devon cercano di far parlare Chucky, riprendendolo con il cellulare, ma Grant disgustato se la prende con loro dicendo che lo avevano usato. All'improvviso scatta un altro blackout e quando le luci si riaccendono, un grosso lampadario di cristallo allentato da Chucky, cade, uccidendo Annie, la corrispondente Gretchen e altri 8 partecipanti alla festa. Henry e "Joseph" vengono accompagnati di sopra mentre gli ospiti rimanenti vengono scortati fuori. Chucky tenta di nuovo il rituale, ma fallisce di nuovo e scopre di essere ancora più vecchio di prima e quando Henry lo vede preoccupato, Chucky sconvolto lo informa che sta per morire.
Nel frattempo, Tiffany viene portata in un penitenziario del Texas dove verrà giustiziata tramite iniezione letale tra tre settimane. Tiffany incontra la chef famosa Evelyn Elliot, suo idolo dato che l'ammira per aver imparato a cucinare le sue polpette svedesi cosa che Tiffany ha una passione. Evelyn era stata arrestata per aver ucciso il marito e la sua amante, Evelyn la disprezza subito dopo aver saputo che ha ucciso Meg. Tiffany riceve un pacco dal suo avvocato delle bamboline voodoo con il libro. Poi usando la sigaretta che contiene il DNA di Evelyn, usa la formula del libro per controllare il suo corpo, per mutilare il corpo di Evelyn con gli attrezzi da cucina davanti alle detenute e alle guardie mentre stava insegnando una ricetta, per poi farla uccidere immergendo la sua testa nel pentolone d'acqua bollente. Poi ne usa un'altra per controllare la guardia Erica usando la sua gomma da masticare, e la costringe ad aiutarla a scappare.

## La morte ti fa bella
- Diretto da: Samir Rehem
- Scritto da: Nick Zigler, Amanda Blanchard e Diana Pawell

Dopo l'incidente di Halloween, il presidente Collins tiene una conferenza stampa, ma vede ancora una volta lo spirito di Joseph e scappa dalla stanza disorientato. Pryce mostra a Charlotte un filmato di sicurezza, dove si vede lo spirito di Joseph la sera dell'incidente. Loro insieme a Henry e Collins hanno delle visioni sui delitti commessi da Chucky nelle stanze dove le ha uccise. Chucky uccide una inserviente della Casa Bianca versando della candeggina nel suo termos, dove lei lo beve. Tuttavia il suo invecchiamento continua ad avanzare. Quella notte Chucky scopre alla TV che Tiffany verrà condannata a morte, poi chiama il penitenziario dove è rinchiusa per parlare con lei. Chucky rivela a Tiffany che morirà per sempre, mentre entrambi confessano il loro amore reciproco. Tiffany fa a Chucky un discorso di incoraggiamento dicendogli che dovrebbe togliere più vite possibile per passare alla storia come il più grande serial killer di tutti i tempi.
Il presidente Collins attraversa il corridoio e segue la voce di Joseph nella sua vecchia stanza ma, una volta dentro, Chucky lo stordisce con un salvadanaio e poi lo uccide cavandogli gli occhi per poi prendere possesso dei suoi codici di accesso nucleare. Nel frattempo, Jake, Devon e Lexy cercano di trovare un modo per tornare alla Casa Bianca. Lexy si scusa con Grant e iniziano una relazione. Il ragazzo le rivela che sono nuovamente invitati da loro. Jake e Devon si imbattono nel sito dark web del dottor Rosen e gli fanno visita in Georgia. Riluttante, spiega loro che Chucky sta morendo definitivamente e l'unico modo in cui possono inseguirlo nel regno degli spiriti è morire loro stessi. Mentre tornano a casa in auto, Jake e Devon si fermano in un motel per la notte, discutono del loro futuro e poi fanno sesso per la prima volta.

## Panic Room
- Diretto da: Samir Rehem
- Scritto da: Alex Delyle e Isabella Gutierrez e Amanda Blanchard

Charlotte e Pryce trovano il cadavere del presidente Collins ed entrambi assistono al sangue che si manifesta sul muro con la scritta È stato Chucky. Quando Charlotte cerca di andare a Chicago dalla sorella con i figli, l'agente dei servizi segreti Coop la ferma nel corridoio. Pryce spiega che l'assassinio del presidente Collins non può essere reso pubblico e che a lei, Grant ed Henry non è permesso andarsene. Chiede di allontanarsi con i suoi figli dalla Casa Bianca, ma Pryce le ricorda che come lui è complice della copertura degli omicidi. Assume anche Randall Jenkins, un sosia, per prendere il posto del presidente Collins.
Nel frattempo, Jake e Devon rivelano a Lexy il destino di Chucky. Sebbene Lexy sia sconvolta dal fatto che potrebbe non trovare Caroline, i tre sono invitati da Grant ad andare alla Casa Bianca per guardare un film. Quella notte, Chucky ordina ad Henry di portarlo in una stanza dove è nascosta in una cassaforte a muro una pistola speciale con cui prende in ostaggio Randall. Chucky uccide con la pistola la guardia di sicurezza dell'ascensore, poi mentre conduce Henry e Randall alla Situation Room, un'altra guardia di sicurezza che stava vegliando la stanza viene ucciso da Chucky, che li spara contro poi conficca una penna al cranio infilzando attraverso l'occhio destro.
Quest'ultimo dopo aver attivato il codice di sicurezza usando anche gli occhi del presidente Collins per verificare l'identità, costringe il falso presidente a contattare il NORAD. Ora che ha accesso ai missili nucleari, Chucky stabilisce obiettivi per Mosca, Pyongyang e il Polo Nord. Lexy convince Grant dell'esistenza di Chucky e ad aiutarli. 
Il gruppo si dirige poi alla Situation Room prima che i missili vengano lanciati. Arrivano anche Charlotte, Pryce e Coop, dove quest'ultimo spara Chucky al cuore mentre Randall interrompe i missili. Tuttavia, Chucky riesce a lanciare il missile al Polo Nord prima che si disintegri in polvere. Dopo il lancio, Henry e Grant si accorgono che il loro padre è un sosia. Mentre Pryce si affretta a bloccare la Casa Bianca, lo spirito invecchiato di Charles Lee Ray, si manifesta nel corridoio.

## Scorrerà il sangue
- Diretto da: Amanda Row
- Scritto da: Catherine Schetina e Josh E. Jacobs

Lo spirito di Charles Lee Ray si trova nel regno degli spiriti, che in quel momento ha preso le sembianze della Casa Bianca, dove si trovano le anime morte, alcune di loro sono state attirate da quando Chucky è entrato nella Casa Bianca. Chucky incontra Damballa che ha preso le sembianze di un Tipo Bello. Damballa lo informa che i suoi sacrifici sono stati ignorati perché "lo ha tradito con altri dei", e dopo aver letto gli omicidi che ha commesso, crede che questi manchino di passione e originalità. Prima che Damballa lo mandi all'Inferno, Chucky implora un'altra possibilità e Damballa afferma che dovrà uccidere come fantasma e che dovrà sfruttare il sangue che ha versato alla Casa Bianca.
I telegiornali informano della malattia del presidente e del missile che ha colpito il Polo Nord a causa di un blackout. Pryce rivela i suoi piani per far registrare a Randall un annuncio in cui spiega che la presidenza verrà trasferita al vicepresidente Rhodes a causa di un cancro terminale al cervello, mentre Coop e la guardia di sicurezza di Grant, Hicks, aiutano Charlotte a scappare con Henry, dato che quest'ultimo cominciava a vedere lo spirito di Chucky. Pryce convoca la parapsicologa Carol Lindstrom e il suo socio medium Timmy Nash per aiutare a ripulire la Casa Bianca dagli spiriti maligni. La donna rivela che lo spirito di Chucky è ancora nella Casa Bianca e per sbarazzarsi di lui devono convincere un lato buono dello spirito di Chucky a passare oltre, facendo una seduta spiritica.
Nel frattempo, Randall è costretto ad avviare una registrazione dell'addio del presidente Collins. Tuttavia Pryce rivela che ha intenzione di ucciderlo tramite iniezione letale, in modo che non ci siano testimoni. Randall fugge in un ascensore inseguito da un agente dei servizi segreti dove i due combattono nell'ascensore, ma entrambi annegano quando si riempie di sangue causato da Chucky. Nella seduta spiritica, il gruppo riesce a contattare Chucky, e mentre Carol cerca di mettersi in contatto, Chucky fa piovere sangue dagli irrigatori antincendio. Melanie, il vicepresidente Rhodes e Carol vengono uccisi quando Charles getta a terra il dispositivo di ascolto, fulminandoli. Timmy annuncia che devono incontrare Chucky nel regno degli spiriti e Jake si offre volontario per farlo utilizzando un farmaco fornito da Pryce. Jake viene temporaneamente messo in arresto cardiaco e ha solo 5 minuti prima che Devon debba rianimarlo con un'altra siringa, ma tuttavia nel regno degli spiriti per Jake saranno 15 minuti.
Nel frattempo, Tiffany viene servita dalle guardie del penitenziario possedute dalle bamboline voodoo che Erica ha consegnato i loro DNA o oggetti personali. Tuttavia non è riuscita a prendere un qualcosa che appartenga al cecchino dato che quest'ultimo non vuole parlare con nessuno. Tiffany ordina a Erica di prendere qualsiasi cosa sua dato che l'esecuzione è fissata per quella sera. Così Erica lo segue fino a casa sua, ma mentre sta per entrare nella sua abitazione viene investita e uccisa da un'auto. Quella sera Tiffany viene trattenuta e preparata per la sua iniezione letale. Nica, presente all'esecuzione, rivela a Tiffany che ha parlato con GG, e le racconta del suo messaggio d'addio che è stata una brava madre. Mentre l'esecutore sta per iniettare il liquido letale, Nica augura a Tiffany di bruciare all'Inferno.

## Final Destination
- Diretto da: Jeff Renfroe
- Scritto da: Alex Delyle, Nick Zigler e Don Mancini

Jake si sveglia nel regno degli spiriti e incontra suo padre Lucas, ma tuttavia quest'ultimo è ancora furibondo con il figlio definendolo la vergogna della sua vita, dopo una serie di insulti da parte dell'uomo Jake lo "perdona" e suo padre lo "ringrazia", però schernisce dicendo che il suo tentativo di redimere Chucky sarà inutile. Jake trova lo spirito di Chucky, che lo porta alla sala cinema della Casa Bianca, dove tutti i suoi diversi frammenti di anima stanno guardando le loro uccisioni da quando hanno posseduto il bambolotto Tipo Bello per la prima volta. Jake nota che il Chucky buono andarsene dalla stanza e lo segue nello Studio Ovale a forma di camera da letto bianca. Jake dice a Chucky buono dove sia Caroline, e lui risponde che si trova con un uomo di nome Wendell Wilkins, poi gli rivela che non riesce a digerire per aver ucciso Nadine, Jake spiega che, l'unico modo per essere perdonato per la morte di Nadine, deve sacrificare la sua anima. All'improvviso gli altri frammenti di anima entrano nella stanza per convincere il Chucky buono a non farlo. Jake si rende presto conto che tutti i Chucky lo stavano distraendo abbastanza a lungo da permettere al Chucky primario di impossessarsi del suo corpo, mente Devon cercava di rianimarlo dopo lo scadere del tempo.
Nel frattempo, Tiffany viene salvata dalla sua esecuzione da una delle guardie carcerarie sottoposte dall'incantesimo voodoo, che la scorta fuori uccidendo a sua volta un prete e le altre guardie con la sua pistola. Le guardie sottoposte al potere voodoo di Tiffany liberano il resto delle prigioniere che a loro volta uccidono alcune guardie, mentre cercavano di fermarle. Nica cerca di fermare Tiffany, ma viene atterrata, dalle altre prigioniere, alcune di loro riescono a scappare compresa Tiffany che fugge in un'auto lasciata dalla guardia che l'ha aiutata a fuggire, che però viene uccisa dal cecchino, mentre l'aiutava a fuggire. Alla fine il cecchino viene ucciso da una delle detenute per non avere nessuno che ostacoli la loro evasione.
Intanto Pryce e i suoi agenti piazzano diverse bombe, per la Casa Bianca, mentre Devon riporta Jake dal regno degli spiriti, facendo una respirazione bocca a bocca, ignaro che Chucky si sta impossessato del suo corpo. Mentre il Chucky nel corpo di Jake, dice a loro che sa dove è tenuta Caroline. Hicks nel tentativo di fermare Pryce, viene sgozzato da lui e fa esplodere le bombe in tutta la Casa Bianca. Grant nel tentativo di salvare Hicks, quest'ultimo prima di morire da al ragazzo una chiave che la usa per rinchiude Pryce nello Studio Ovale, dove viene fermato anche da alcuni fantasmi arrabbiati, l'uomo muore bruciato tra le fiamme.
Nel tentativo di mettersi in salvo, i ragazzi si separano, Timmy e Jake-Chucky salgono sull'ascensore, dove quest'ultimo picchia a morte Timmy con calci e pugni e poi lo lascia morire divorato tra le fiamme. Devon, Lexy e Grant scappano dalla Casa Bianca in fiamme proprio mentre Charlotte e Henry si riuniscono di nuovo con Grant, poco prima quest'ultimo vede gli spiriti del Presidente Collins e Joseph, che gli dicono addio. In quel momento i vigili del fuoco arrivano per domare gli incendio.
Jake-Chucky si riunisce a Devon e Lexy e li conduce all'indirizzo di Wendell Wilkins. Scoprono che è un fabbricante di bambole che ha anche creato le linea di Tipo Bello in memoria del figlio deceduto nel 1983, ucciso da un killer in un centro commerciale. Wendell mostra loro il primo prototipo di Tipo Bello del 1987, l'uomo racconta che da quando il Tipo Bello è stato coinvolto con degli omicidi a partire dal 1988, lo ha distrutto psicologicamente per via della pubblicità negativa del suo prodotto. All'improvviso Caroline entra nella stanza, Lexy corre da lei ma la sorella la minaccia di stare lontana con un coltello, poi riconosce Chucky nel corpo di Jake, e lui si rivela a Devon e Lexy. Con l'aiuto di Caroline, trasferisce l'anima di Chucky nel corpo del bambolotto. In quello stesso momento arriva anche Tiffany, e Chucky esprime il suo desiderio e Wendell le mostra il prototipo della bambola Belle. Caroline trasferisce anche l'anima di Tiffany nella bambola, e dopo che quest'ultima ha cambiato il suo look e outfit, se ne va in macchina con Chucky e con Caroline alla guida, in modo da andare a trovare GG, per ritornare ad essere una famiglia. Nica si dirige a casa di Wendell e scopre che Caroline ha trasferito anche le anime di Jake, Devon e Lexy in delle marionette Tipo Bello, che l'avvertono di stare attenta, perché Wendell le si era avvicinato dietro di lei armato con una pistola e Nica urla spaventata.
In una scena in uno Studio Ovale in fiamme, un Chucky che rompe la quarta parete, chiede aiuto agli spettatori di votarlo, in modo per ritornare una quarta volta per il suo mandato nella serie.

## Loghi
Come per le scorse stagioni l'intro di ogni episodio ha un logo diverso l'uno dall'altro composto da vari oggetti che compongono la scritta Chucky.
1. Bandiere degli Stati Uniti e bandiere delle 13 colonie inglesi.
2. Bulbi oculari umani e di Tipo Bello.
3. Ombrelli colorati insanguinati.
4. Bamboline Voodoo
5. Teste di Chucky che invecchiano e si decompongono fino a diventare i teschi del meccanismo dei Tipo Bello
6. Mappa del mondo digitale governativa che mostra le armi nucleari che vengono detonate
7. Sangue con i riflessi di Chucky
8. Monte Rushmore con i volti di Chucky